# Rehberger Elek
Rehberger Elek, névváltozat: Réhberger (Zalaegerszeg, 1890. július 22. – Budapest, 1965. szeptember 1.) magyar konyhafőnök. A Budapesti Állatkertben működő Gundel étterem konyháját vezette az 1930-as évektől 1957-ig.

## Életpályája
Szakmai tanulmányait Kovács É. Miklós konyhafőnöknél kezdte a pesti Nemzeti Casinóban. 1911-ben már a Magyar Szakácsok Körének kitüntetett tagja. Az első világháború után két évig a központi kórházak vezető főszakácsa volt. Ezután Glück Frigyes Pannónia szállodájának konyháját vezette, majd Gundel Károly tátralomnici szállodájának konyhafőnöke lett. Ezt követően a Dely étterem, majd a margitszigeti Márkus étterem konyhájának élén állt. Rövidebb ideig saját üzletet is vezetett, ezután a Hamburgban nyíló magyar étteremnek lett a konyhai vezetője. 1932-ben lett Gundel Állatkerti éttermének konyhafőnöke, mely poszton 1957-es nyugdíjazásáig állt.

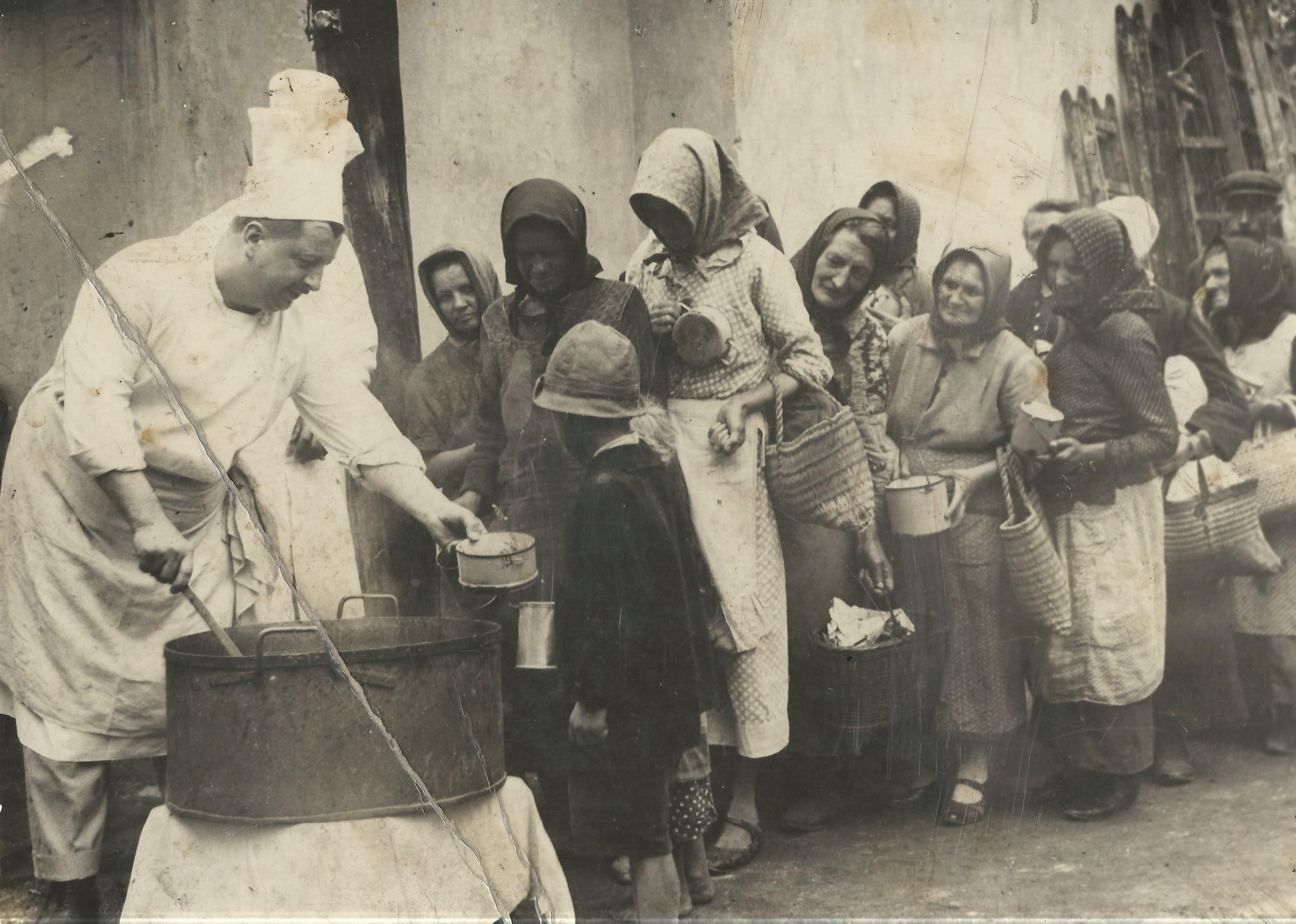
Rehberger Elek ebédet oszt a Gundel gazdasági udvarán a rászorulóknak 1933 karácsonyán

A felesége Szekrényi Irén volt, akivel 1917-ben Budapesten, a Terézvárosban kötött házasságot. Fiuk, Rehberger Elek 1919-ben született.

## Díjai
- 1913-ban a Magyar Szakácsok Körének pályadíja.
- 1933-ban aranyérmet nyert a bécsi szakácskiállításon.
- 1936-ban a berlini szakácskiállításon megosztott első díjat nyert hidegtál kategóriában a Hungária, a Kormányzó, a Gellért, a Vadászkürt és a Britannia főszakácsaival együtt.

## Filmszerepe
A Hyppolit, a lakáj című film néma epizódszereplője volt.